# Alexander Weißberg-Cybulski

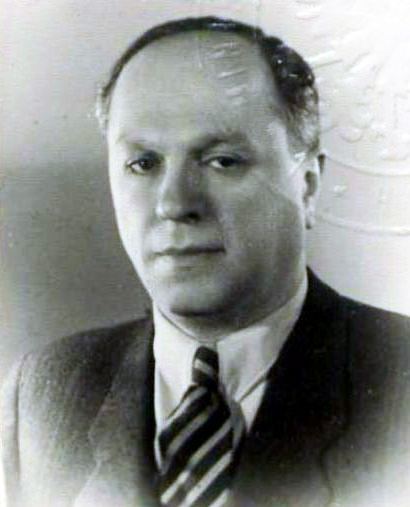
Alexander Weißberg-Cybulski

Alexander Weißberg-Cybulski (* 8. Oktober 1901 in Krakau, Österreich-Ungarn, heute Polen; † 4. April 1964 in Paris) war ein polnisch-österreichischer Physiker, Buchautor und Geschäftsmann jüdischer Herkunft. Seine Aussage im Prozess David Rousset gegen Les Lettres françaises und sein Buch Hexensabbat trugen wesentlich dazu bei, den Charakter des stalinistischen Terrors bekannt zu machen.

## Leben
Alexander Weißberg war Sohn eines orthodox jüdischen Kaufmanns. 1902 zog die Familie nach Wien. Alexander Weißberg studierte technische Physik, schloss sich der Sozialdemokratie und nach dem 15. Juli 1927 den Kommunisten an. Nach Erlangung des Ingenieurdiploms der Technischen Hochschule Wien (1929) arbeitete er kurzfristig als Ingenieur in Argentinien und als Assistent von Wilhelm Westphal an der Technischen Hochschule Berlin. Weißberg wurde 1933 an das U.F.T.I. (ukrainische physikalisch-technische Institut) in Charkow berufen. Im Frühjahr 1936 wurde Weißberg verhaftet und geriet in den Großen Terror. Trotz seiner österreichischen Staatsbürgerschaft und der 1938 erfolgten Interventionen namhafter Freunde wie des Ehepaars Irène Joliot-Curie und Frédéric Joliot-Curie sowie Albert Einsteins wurde Weißberg erst 1940 vom NKWD freigelassen, aber aufgrund des deutsch-sowjetischen Beistandspaktes den NS-Behörden im besetzten Polen übergeben.
Den Krieg überstand Weißberg im Wesentlichen mit den Papieren des in den USA weilenden Grafen Cybulski, die ihm von dessen Frau, seiner Lebensgefährtin, zur Verfügung gestellt wurden. Nach dem Krieg war Weißberg als Geschäftsmann in Paris tätig.
Im Prozess des Journalisten David Rousset gegen die kommunistische Zeitschrift Les Lettres françaises, die die Existenz des Gulag geleugnet und Rousset der Lüge bezichtigt hatte, erregte 1950 Weißbergs Aussage und die Tatsache der Interventionen der berühmten Physiker zu seinen Gunsten hohe Aufmerksamkeit. Weißberg schrieb in der Folge sein Buch Hexensabbat (deutsche Neuauflage unter dem Titel Im Verhör 1993, Europaverlag, Wien), das den stalinistischen Terror mit hoher Präzision analysiert. Ebenso wie im Prozess Krawtschenko kurz davor wurde damit der von der KPF geleugnete sowjetische Massenterror Gegenstand eines westeuropäischen Gerichtsverfahrens.
Nach Schilderungen von Joel Brand und als „gemeinsame Arbeit“ bezeichnet schrieb Weißberg dessen Lebensgeschichte, die 1956 in der Bundesrepublik Deutschland unter dem Titel Die Geschichte von Joel Brand erschien.

## Schriften
- Hexensabbat. Rußland im Schmelztiegel der Säuberungen. Verlag der Frankfurter Hefte, Frankfurt am Main 1951. Neuausgabe unter dem Titel Im Verhör. Europaverlag, Wien 1993
- Die Geschichte von Joel Brand. Kiepenheuer & Witsch, Köln 1956
- Die Geschichte von Joel Brand. Or, Tel Aviv 1968